# Аэлита (фильм)
«Аэлита» — классический советский немой художественный фильм Якова Протазанова, вольная экранизация одноимённого фантастического романа А. Н. Толстого.
«Аэлита» была первым фильмом Якова Протазанова после возвращения из эмиграции..
Марсианские декорации были выполнены Виктором Симовым в духе конструктивизма, а дизайн костюмов разработан художниками по костюмам МХАТа Исааком Рабиновичем и Александрой Экстер при участии Надежды Ламановой.
Фильм вышел на экраны 25 сентября 1924 года в Москве в кинотеатре «Арс» с музыкальным сопровождением, специально написанным для фильма Валентином Кручининым.
Несмотря на широкий зрительский успех, фильм был принят советской критикой довольно холодно. Критическая реакция во многом была обусловлена тем, что «Межрабпом-Русь» был кооперативной («нэпманской») кинокомпанией. В опубликованной в «Известиях» рецензии на фильм было сказано: «Гора родила мышь».
15 октября 1924 года в кинокомиссии ГАХНа состоялся диспут о фильме со вступительным докладом В. К. Туркина. 3 декабря на заседании комиссии ЦК ВКП(б) по политическому руководству работой киноорганизаций компании «Межрабпом-Русь» было отказано в ходатайстве о вывозе фильма «Аэлита» за границу для демонстрации.
Фильм, существование которого долго игнорировалось отечественными историками кино, стал общепризнанной классикой кинофантастики за рубежом и считается важным явлением в истории киноискусства в целом.

## Сюжет
Действие фильма начинается в декабре 1921 года в Петрограде, вскоре после окончания Гражданской войны и начала НЭПа. Страна лежит в разрухе, города полны голодающими людьми.
Инженеры Лось и Спиридонов (обе роли играет Николай Церетелли) получают таинственный радиосигнал «АНТА… ОДЭЛИ… УТА…» и пытаются разгадать его смысл. Разыгравшееся воображение Лося рисует ему картины марсианской цивилизации.
«Управляющий энергией» Марса Гор (Юрий Завадский) изобретает машину, позволяющую наблюдать за жизнью землян. Правитель Тускуб (Константин Эггерт) запрещает ему кому бы то ни было сообщать об этом. Но королева Марса Аэлита (Юлия Солнцева) узнаёт о машине и просит Гора показать ей Землю. В числе прочих картин она видит Лося, который целуется со своей женой Наташей. Аэлита хочет больше узнать о жизни землян, а главное — лучше её почувствовать. Хотя Аэлита — королева, но она лишь «царствует», а на самом деле правит Марсом совет «Старших» во главе с Тускубом. Рабочие Марса находятся на положении рабов, ненужную рабочую силу складируют в холодильниках и при необходимости размораживают.
Жена Лося Наташа (Валентина Куинджи) работает в эвакопункте на одном из вокзалов Москвы. Через её эвакопункт проходит раненый на фронте красноармеец Гусев (Николай Баталов) и приехавшие из провинции жулик Эрлих (Павел Поль) с женой Еленой, которую он выдаёт за свою сестру. Гусев отправляется в госпиталь, а Эрлихи останавливаются у Спиридонова, первого мужа Елены Эрлих. Елена кокетничает со Спиридоновым, выманивая его сбережения, а Эрлих быстро получает работу товароведа на складе. Его подселяют в квартиру к инженеру Лосю, и Эрлих сразу начинает заигрывать с Наташей. Лось замечает это и начинает ревновать всё больше и больше. Ему кажется, что Наташа отвечает Эрлиху взаимностью. Одновременно он продолжает работать над «интерпланетонефом» — космическим кораблём для межпланетных путешествий — и грезить об Аэлите, которая наблюдает за ним с Марса.
Эрлиха начинают подозревать в растрате, но ему удаётся отвести от себя подозрения. Тем не менее, кража остаётся нераскрытой, и расследование самовольно берёт на себя сыщик-любитель Кравцов, мечтающий добиться места в МУРе (дебютная роль в кино Игоря Ильинского).
Всё больше ревнуя Наташу к Эрлиху, Лось уезжает в длительную командировку в Волховстрой. Там он получает сообщение от Спиридонова — тот решил эмигрировать из СССР. Вернувшись в Москву, Лось становится свидетелем вольностей, которые позволяет Наташа Эрлиху, в ярости стреляет в неё и убегает. Он гримируется под уехавшего Спиридонова и начинает на окраине Москвы постройку интерпланетонефа.
Сыщик Кравцов замечает подозрительного лже-Спиридонова и начинает следить за ним. Он подозревает, что Спиридонов незаконно вернулся в СССР из эмиграции и убил Наталью Лось. Кравцов попадает на строительную площадку интерпланетонефа незадолго до старта и пытается арестовать Лося-Спиридонова, но у него нет ордера. В это время к Лосю присоединяется вылечившийся и соскучившийся «на гражданке» красноармеец Гусев. Перед самым стартом на корабль с ордером на арест тайно пробирается Кравцов. Когда корабль взлетает и направляется к Марсу, он предъявляет Спиридонову ордер на его арест. Однако Спиридонов снимает накладную бороду и оказывается инженером Лосем.
На Марсе замечают, что с Земли стартовал космический снаряд, направляющийся в сторону их планеты. Тускуб приказывает рассчитать место его посадки и уничтожить землян. Но Аэлита ломает его планы — по её приказу астронома (Иосиф Толчанов), рассчитавшего место посадки интерпланетонефа, убивают до того, как он сообщит эти данные Тускубу. Аэлита и её служанка Ихошка (Александра Перегонец) сами встречают прибывших на Марс землян. Лось увлечён Аэлитой, о которой он так долго грезил. Внезапно она представляется ему убитой им Натальей, и он впадает в отчаяние. Кравцов пытается получить содействие местных блюстителей порядка, но вместо этого его арестовывают. Тускуб требует, чтобы земляне были найдены и уничтожены. Гусев пробирается в рабочий квартал и устраивает там беспорядки, которые перерастают в восстание.
Восстание заканчивается успешно, однако Аэлита, вопреки надеждам землян, вместо освобождения рабочего класса приказывает войскам стрелять в празднующих победу рабочих. Пытаясь остановить Аэлиту, Лось убивает её… и просыпается. Оказывается, полёт на Марс ему только приснился. Он видит рекламный плакат со словами «АНТА… ОДЭЛИ… УТА…» и понимает, что таинственный радиосигнал — это всего-навсего рекламный ход компании по производству автомобильных шин. Лось отправляется домой и находит свою жену живой и здоровой. Эрлиха, который пытается скрыться с крадеными ценностями, арестовывают сотрудники угрозыска под руководством Кравцова.
Лось достаёт чертежи своего интерпланетонефа и сжигает их со словами, что незачем мечтать о Марсе, когда так много настоящих дел на Земле.

## Актёры
- Юлия Солнцева — Аэлита

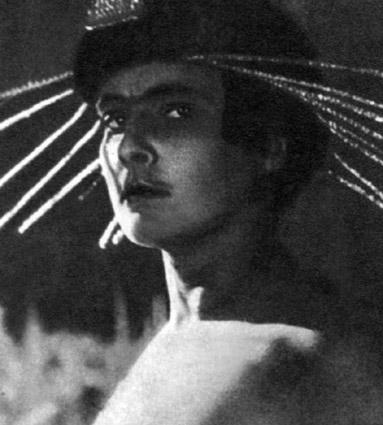
Юлия Солнцева в роли Аэлиты

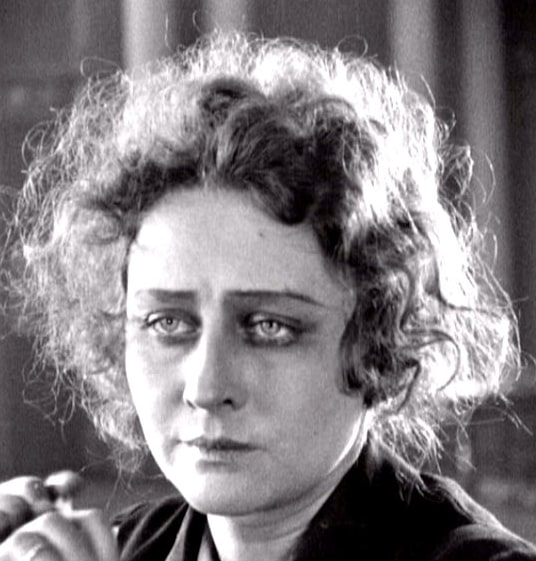
Вера Орлова в роли Маши, невесты Гусева

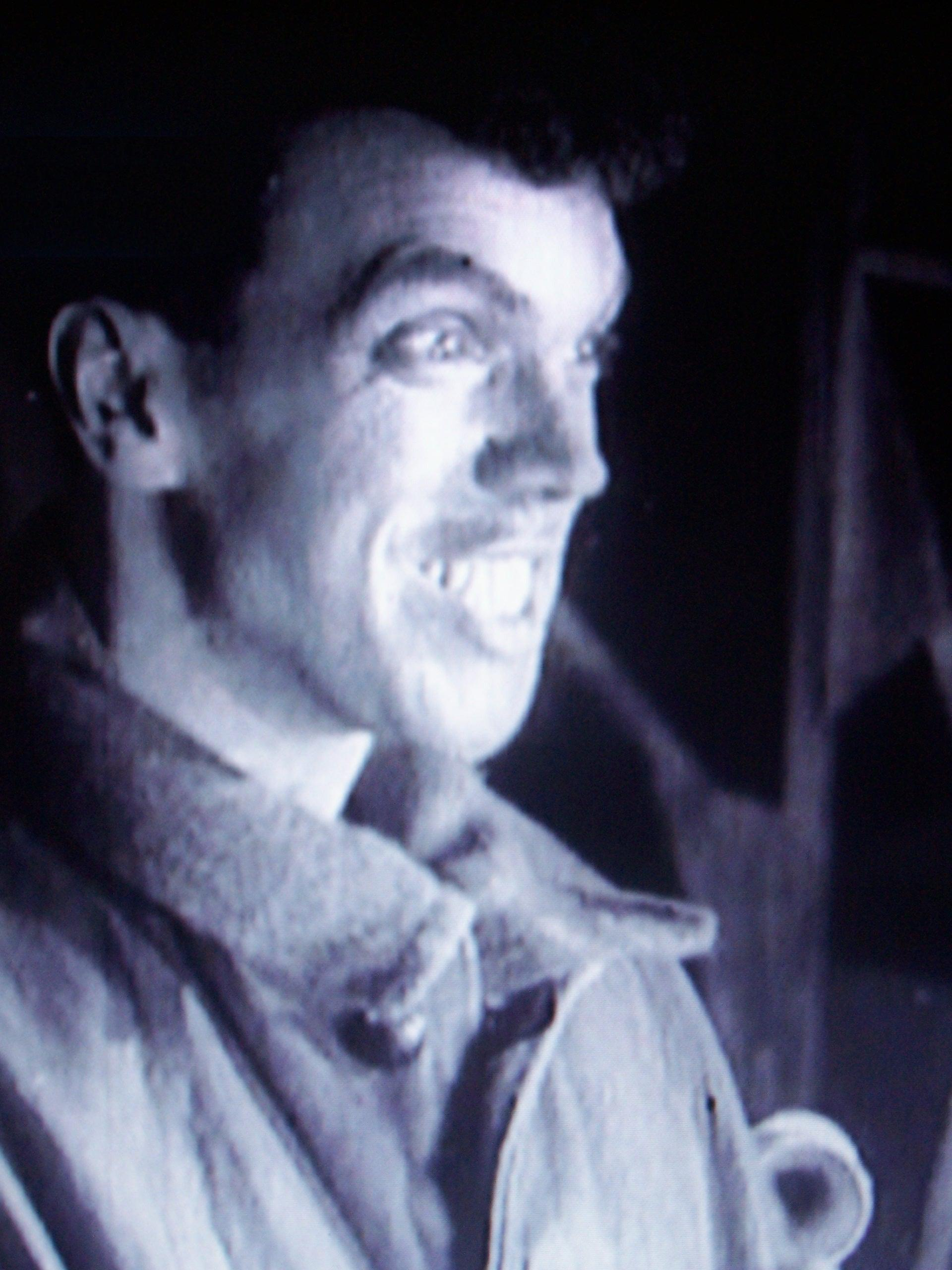
Николай Церетели в роли инженера Лося

- Николай Баталов — красноармеец Гусев
- Игорь Ильинский — Кравцов, сыщик
- Николай Церетели — инженер Лось / Спиридонов
- Вера Орлова — Маша, невеста Гусева
- Валентина Куинджи — Наташа Лось
- Константин Эггерт — Тускуб, владыка Марса
- Павел Поль — Эрлих
- Юрий Завадский — Гор, хранитель энергии Марса
- Александра Перегонец — Ихошка, фрейлина Аэлиты
- Иосиф Толчанов — бородатый марсианский астроном
- Наум Рогожин — английский офицер
- Владимир Уральский — солдат
- Софья Левитина — председательница домкома
- Варвара Массалитинова — эпизод
- Михаил Жаров — эпизод
- Тамара Адельгейм — эпизод
- Галина Кравченко — эпизод
- Николай Гладков — эпизод
- Николай Вишняк — эпизод
- Г. Волконская — дама на балу

## История создания
«Аэлита» была первым фильмом Якова Протазанова после возвращения из эмиграции.
Марсианские декорации были выполнены Виктором Симовым в духе конструктивизма, а дизайн костюмов разработан художниками по костюмам МХАТа Исааком Рабиновичем и Александрой Экстер при участии Надежды Ламановой.
Организаторы первой в СССР экспериментальной мастерской по мультипликации при Государственном техникуме кинематографии Николай Ходатаев, Зенон Комиссаренко и Юрий Меркулов предлагали Протазанову ввести в фильм мультипликационные эпизоды, но режиссёр на такой эксперимент не пошёл. В итоге подготовленные эскизы были использованы для создания научно-фантастического мультфильма «Межпланетная революция» (1924).

## Реклама, прокат
Фильм вышел на экраны 25 сентября 1924 года в Москве в кинотеатре «Арс» с музыкальным сопровождением, специально написанным для фильма Валентином Кручининым. Выходу фильма предшествовала беспрецедентная рекламная кампания в газетах, которая началась примерно за полгода до премьеры — 26 февраля 1924 года в «Кино-Газете» (издававшаяся самой кинокомпанией «Межрабпом-Русь»), где поначалу публиковались интригующие объявления с текстом «АНТА… ОДЭЛИ… УТА…» — без всяких пояснений (но в ряде случаев по нескольку таких объявлений на одной полосе). С 15 апреля объявления стали сопровождаться поясняющим текстом: «С некоторого времени радиостанции всего мира стали получать непонятные сигналы…» Ближе к премьере (19 сентября) к рекламной кампании была подключена газета «Правда», в которой таинственный сигнал был воспроизведён в более «прозрачном» виде: «Анта… одЭЛИ… уТА», а в рекламном объявлении, опубликованном 24 сентября, интригующая надпись была впрямую включена в объявление о премьерном показе фильма в кинотеатре «АРС».
«Аэлита» в течение месяца практически монопольно показывалась в кинотеатре «Арс» на трёх сеансах с неизменным аншлагом. Через месяц после московской премьеры, 28 октября, фильм вышел на экраны в Ленинграде, а в ноябре пошёл в Ижевске и Казани. Московский прокат закончился в начале декабря. Фильм продержался на столичном экране 10 недель, в провинции гораздо меньше — возможно, из-за того, что местные прокатчики разделили длинный фильм на две серии, не предуведомив об этом зрителей. В результате первая серия не вызвала у публики интереса, так как она была лишь длинным вступлением ко второй части и в ней фактически не было финала (даже промежуточного), а на вторую зрители просто не пошли.
15 октября 1924 года в кинокомиссии ГАХНа состоялся диспут о фильме со вступительным докладом В. К. Туркина. 3 декабря на заседании комиссии ЦК ВКП(б) по политическому руководству работой киноорганизаций компании «Межрабпом-Русь» было отказано в ходатайстве о вывозе фильма «Аэлита» за границу для демонстрации.

## Оценка современниками
Несмотря на широкий зрительский успех, фильм был принят советской критикой довольно холодно. Критическая реакция во многом была обусловлена тем, что «Межрабпом-Русь» был кооперативной («нэпманской») кинокомпанией. В опубликованной в «Известиях» рецензии на фильм было сказано: «Гора родила мышь». Рецензент газеты «Правда» писал, что «стремясь исправить сомнительный с идеологической точки зрения сюжет романа Толстого создатели фильма сделали его сумбурным и невнятным». «Кино-газета» (издававшаяся самой кинокомпанией «Межрабпом-Русь») писала о фильме как о «выдающемся феномене», но сожалела, что «фильм слишком далеко отошёл от сюжета романа». «Кино-неделя» обвиняла сценаристов фильма в том, что им чужды интересы рабочего класса, и призывала установить жесткий партийный контроль над такими идеологически сомнительными режиссёрами, как Протазанов. «Новый ЛЕФ» назвал фильм старомодным развлекательным кино, бесполезным для новой советской культуры. Были, однако, и вполне доброжелательные рецензии:

…Земля, интерпланетонеф, Марс, Симов земной и Симов марсианский, Экстер, населившая Марс не то римскими легионерами, не то современными водолазами, камер-актёр Церетелли, на земле напоминающий механизированных марсиан, и тихо ступающие на Марсе, как земные волы, марсианские сенаторы; Игорь Ильинский, театрально изображающий Кравцова, Куинджи, переживающая Наташу, а между ними Церетелли, танцующий инженера Лося. Это ли не куча тез и антитез, почти немыслимых ни в каком устойчивом художественном единстве? И Протазанов мудро разрешил задачу художественного синтеза. Все художественно разнородные элементы он примирил… на пленке! Объектив объективен. Кинематография прежде всего техника. Считают кинематографию искусством одни критики. А стиль у кинематографии есть только один — кинематографический…
Одним словом, Я. А. Протазанов тряхнул стариной и показал молодежи, как крепко, по-натуралистически ставили в старину. («Пролеткино», № 6-7, 1924)
Со временем в советском киноведении устоялась «официальная» оценка фильма как не заслуживающего особого внимания неудачного коммерческого эксперимента:

 Попыткой угодить зрителю капиталистических стран была первая крупная постановка только что объединившейся «Межрабпом-Руси» <…>. «Аэлитой» руководители фирмы делали ставку на экспортный «боевик», технически и постановочно не уступающий лучшим западноевропейским лентам, интересный как для первоэкранной публики внутри страны, так и для зарубежного буржуазного зрителя. Фильм должен был быть «масштабным» и «сенсационным» — с необычным сюжетом, большим числом действующих лиц, с популярными именами автора, режиссёра-постановщика, исполнителей главных ролей. В качестве литературной основы был взят опубликованный незадолго до того и пользовавшийся популярностью у читателя одноимённую повесть Алексея Толстого. Несколько расплывчатая идейно, повесть строилась на оригинальной фабуле (межпланетная экспедиция) и давала интересный и разнообразный материал для создания занимательного кинозрелища. В ней причудливо переплетались сочные бытовые сцены московской жизни первых лет нэпа с фантастическими эпизодами — полётом на Марс, встречей «земного» инженера с правительницей Марса Аэлитой, попыткой восстания «пролетарской части» марсиан против своих угнетателей и его разгромом. Повесть завершалась благополучным возвращением межпланетной экспедиции на Землю. <…> Сценаристы несколько перекомпоновали материал повести, изменили сюжетные мотивировки (так, например, полёт на Марс и вся марсианская часть из «реальной», как она была изображена у Толстого, превратилась в сон Лося), ввели новых действующих лиц (детектива-любителя Кравцова). Постановка была поручена только что вернувшемуся после четырёхлетнего пребывания за границей Я. А. Протазанову. Он привёз с собой опыт постановочной работы на лучших студиях Франции и Германии,— и руководители «Руси» охотно включили его в свой коллектив. <…> Снимали фильм Ю. Желябужский и специально приглашённый на эту постановку немецкий оператор Э. Шюнеман. Выпуску «Аэлиты» на экраны Москвы и Берлина предшествовала большая и изобретательная реклама. <…> Публика первоэкранных кинотеатров смотрела фильм, но он оставлял её равнодушной. На вторых и третьих экранах фильм провалился. Ещё меньший успех ждал «Аэлиту» за границей. Фильм не был принят ни критикой, ни зрителем. (Н. А. Лебедев. Очерк истории кино. Немое кино (1918—1934) — М.:, «Искусство», 1965)
В «Истории советского кино» (1969) сказано так:

…"Аэлиту" характеризовали эклектика и сумбурность. Поставив перед собой задачи значительно более трудные и широкие, чем авторы всех предшествовавших советских картин, режиссёр остановился в растерянности. Тем более, что и сам жанр фильма и его структура были непосильно сложными для кинематографа на тогдашнем уровне его развития… По пути из романа в фильм и философское содержание и образное противопоставление двух миров попросту исчезли… Фантастический и бытовой планы не рождали художественного контраста. Они смешивались произвольно и часто, особенно в сценах на Марсе, производили впечатление «вампуки». Массовки были поставлены хаотично, сумбурно, неряшливо…
— «История советского кино». Изд. «Искусство», М., 1969, т. 1, стр. 126-128. Раздел «Рождение советского кино», часть «Русское кино», глава 3.

## Значение
Фильм, существование которого долго игнорировалось отечественными историками кино, стал общепризнанной классикой кинофантастики за рубежом и считается важным явлением в истории киноискусства в целом. Вероятно, это второй полнометражный фильм о космическом полёте после датского «Небесного корабля» («Himmelskibet») 1918 года.
Фредерик Пол пишет о нём так: 

«Аэлита», при всех её недочётах, является одним из лучших научно-фантастических фильмов эпохи немого кино. Лишь полвека спустя (с появлением «Соляриса») советское кино смогло предложить нечто столь же впечатляющее.— Frederik Pohl, Frederik Pohl IV. Science Fiction: Studies in Film. — Ace Books, 1981

## Факты
- В фильме можно увидеть виды Москвы начала 1920-х годов. Например, Кремль с высоты первоначального Храма Христа Спасителя (в начале ленты); Красная площадь ещё без Мавзолея Ленина и с памятником Минину и Пожарскому в центре площади (на 58-й минуте).
- Один из отцов советской космонавтики, академик Борис Черток, заявлял, что именно просмотр «Аэлиты» привёл к увлечению радиотехникой, что открыло ему путь в авиацию и затем в космическую промышленность[2].

## Галерея

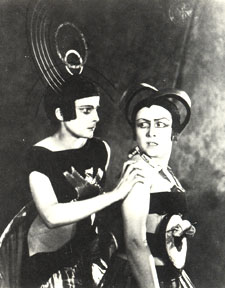
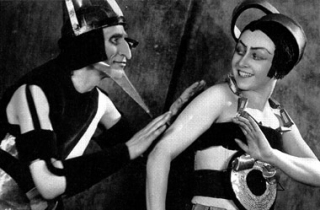
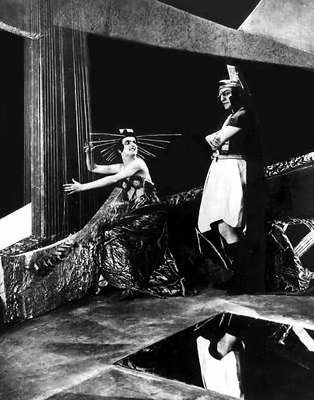
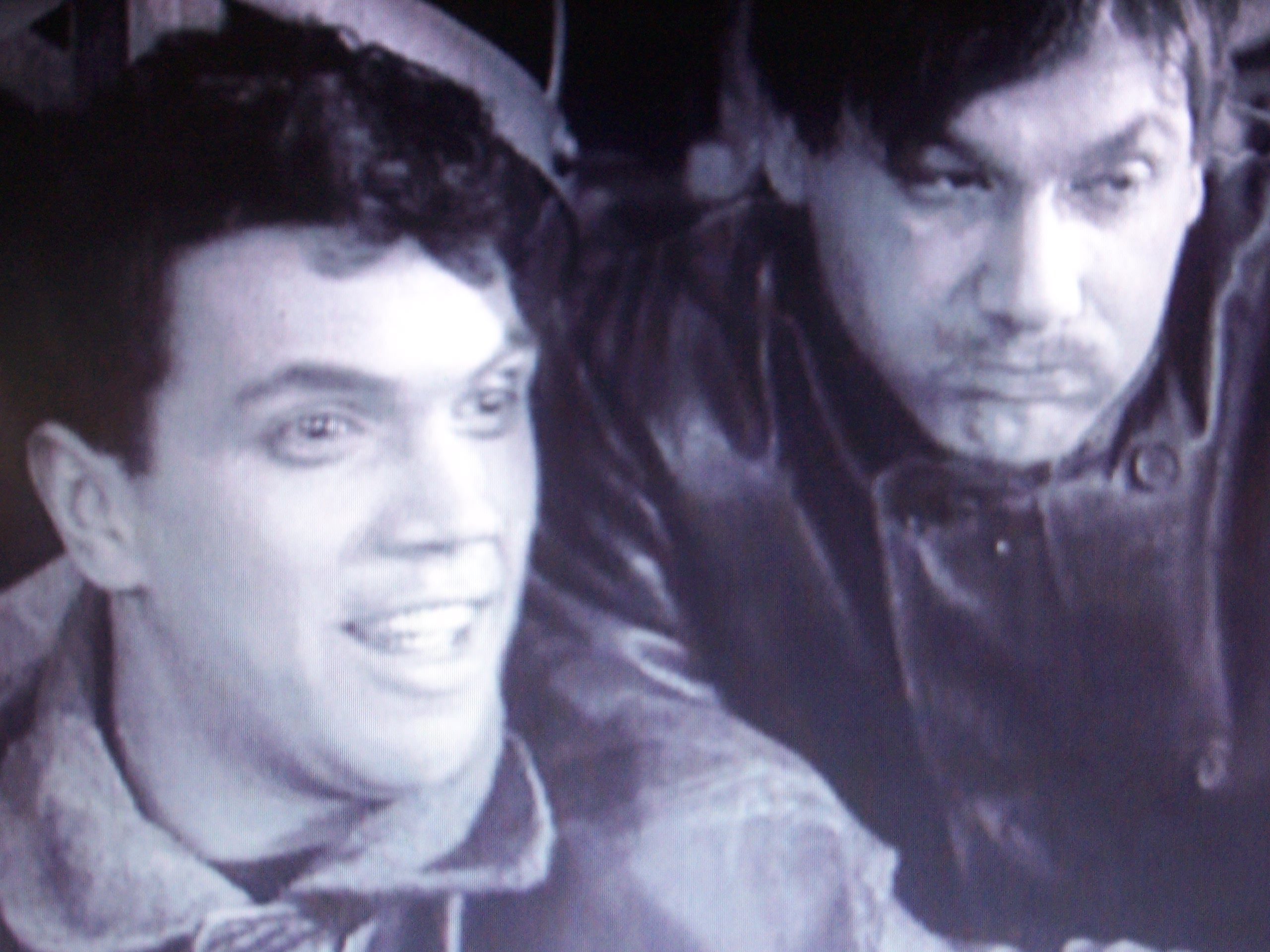
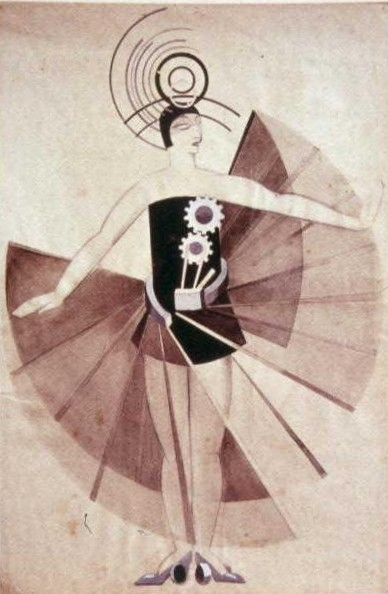
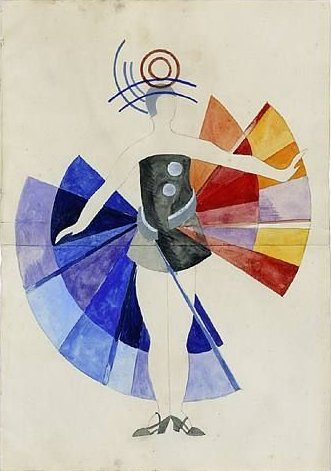